# (25851) 2000 EE120
2000 إي إي 120 (ويعرف أيضًا باسم (25851) 2000 إي إي 120 وفق تسمية الكوكب الصغير) (بالإنجليزية: 2000 EE120)‏ هو كويكب ضمن حزام الكويكبات؛ وترتيبه 25851 من حيث الاكتشاف.
اكتُشف هذا الجُرم الفلكي بواسطة مرصد لويل للبحث عن الأجرام القريبة من الأرض في 11 مارس 2000.

## وصلات خارجية
- (25851) 2000 EE120 في قاعدة بيانات مختبر الدفع النفاث لأجرام النظام الشمسي الصغيرة

- الاكتشاف · مخطط المدار ·  العناصر المدارية · المعلمات المادية

- (25851) 2000 EE120 على موقع ويكي سكاي: DSS2, SDSS, GALEX, IRAS, Hydrogen α, X-Ray, Astrophoto, Sky Map, Articles and images